# 茨木市五十鈴市民游泳池
茨木市五十鈴市民游泳池（いばらきしりついすずしみん）是位在大阪府茨木市的一座游泳池。此設施因茨木市已有第一座茨木市中條市民游泳池，所以又被命名為茨木市第二市民游泳池。1983年設置溫水池。1993年另一游泳池茨木市立西河原市民游泳池啟用，因此改名為現在的名稱。

## 設施概要
- 所在地　：〒567-0842 大阪府茨木市五十鈴町11-13
- 設立    ：1981年6月
- 構造    ：鋼筋混凝土建造，地下1層地上2層
- 土地面積：4,444.04平方公尺
- 建物面積：1,792.71平方公尺
- 地面面積：3,611.96平方公尺

## 利用時間
- 室外游泳池（夏季）：9時～18時30分
- 市內游泳池（溫水池）：10時～20時（入場到19時止）

## 交通
- 阪急京都線茨木市駅轉近鐵巴士往水尾3丁目方向「桑田町北」下車，步行約2分鐘

## 外部連結
- 茨木市市民游泳池綜合網站